# 諾亞·費爾斯登
諾亞·費爾斯登（英語：Noah Falstein）為美國的男性電子遊戲設計師。

## 經歷
自1980年起費爾斯登開始投入遊戲設計領域，往後成為了盧卡斯影業旗下遊戲公司LucasArts初期的元老成員之一，而在LucasArts期間費爾斯登則以設計冒險遊戲為主。
離開LucasArts後，費爾斯登另曾前往了3DO、DICE洛杉磯等地方任職。後續1996年費爾斯登成立了接洽遊戲開發的公司「TheInspiracy」，另外構思了一項名為《400專案》（The 400 Project）項目，來用於嘗試收集整理遊戲開發方面的標準規範。
2013年期間諾亞·費爾斯登離開了所創辦的公司TheInspiracy，改前往網路科技公司Google下擔任首席遊戲設計師。

## 參與作品
- Sinistar（1982年）：專案負責人、設計師
- Koronis Rift（1985年）：專案負責人、設計師、程式員
- 魔王迷宮（1986年）：設計師
- PHM Pegasus（1987年）：設計師
- 瘋狂大樓（1987年）：技術支援
- 戰鬥飛鷹1942（1988年）：製作人
- 異形大進擊（1988年）：技術支援
- 聖戰奇兵（1989年）：設計師、劇本
- 紗之器（1990年）：特別致謝人員
- 猴島的秘密（1990年）：額外設計
- 猴島小英雄2：老查克的復仇（1991年）：額外劇本
- 亞特蘭提斯之謎（1992年）：設計師、劇本
- Supreme Warrior（1994年）：設計師
- 混沌島：失落的世界（1997年）：設計師
- 榮譽勳章（1999年）：特別致謝人員
- 橫掃千軍：改朝換代（1999年）：劇本
- 橫掃千軍：改朝換代：殘暴天災（2000年）：劇本
- 地獄鄰居（2003年）：設計諮詢
- 凱之傳奇（2005年）：劇本
- 帕拉世界（2006年）：設計顧問
- 心靈殺手（2010年）：特別致謝人員
- 超級發明（2013年）：額外設計

## 外部連結
- 諾亞·費爾斯登的X（前Twitter）
- 諾亞·費爾斯登成立的遊戲開發公司The Inspiracy（页面存档备份，存于）（英文）
- 諾亞·費爾斯登的《400專案》計劃頁面（页面存档备份，存于）（英文）